# MAC Cosmetics
Makeup Art Cosmetics, bedre kendt som M·A·C, er canadisk kosmetik-mærke, grundlagt 1984 i Toronto af Frank Toskan og Frank Angelo. Firmaet blev officielt opkøbt af Estée Lauder i 1998. I dag har M·A·C hovedkvarter i New York.
Virksomhedens produkter var i første omgang designet til professionelle make-up artister, men bliver i dag solgt til privat personer verden over og kan i dag bruges af alle, som ifølge M.A.Cs motto siger: "All ages, all races, all sexes".